# День птиц
«День птиц» (англ. Bird Day) — под этим сокращённым названием может подразумеваться несколько различных праздников и международных дней, которые напрямую связаны с птицами. В их числе, наиболее известными «птичьими» датами являются: «Международный день птиц» — 1 апреля, «День птиц» — 4 мая, «Национальный день птиц в США» — 5 января, вторая суббота мая — «Международный день перелётных птиц», «Национальный день птиц в Великобритании» — 22 января, «День птиц» или «Обретенье» в русском народном календаре, а также 11 июня - день Ластульки. Ни один из перечисленных праздников не является нерабочим днём, если, в зависимости от года, не попадает на выходной.

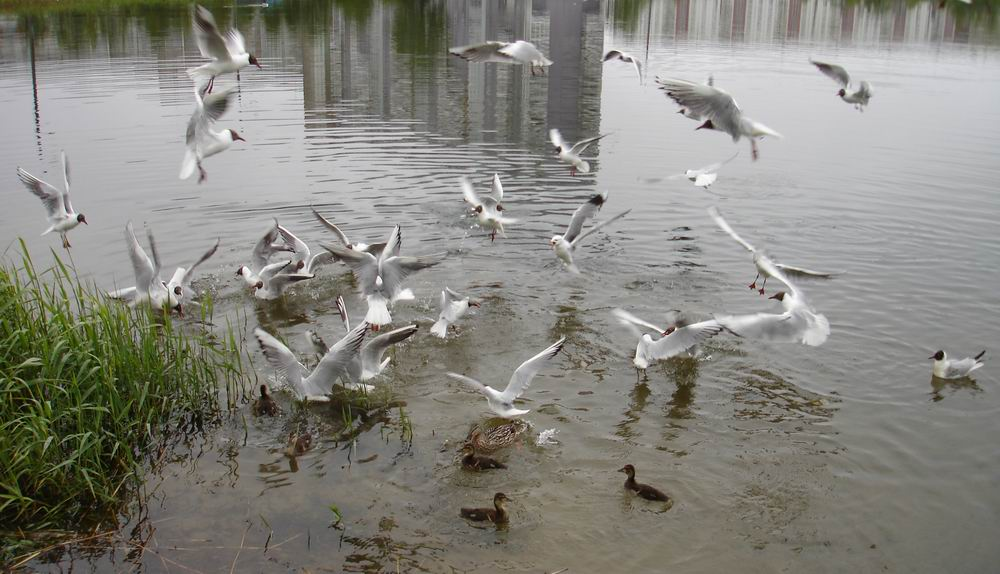
Водоплавающие птицы

## «Национальный день птиц в США» — 5 января
«Национальный день птиц в США» (англ. National Bird Day) — ежегодный экологический праздник, который традиционно отмечается в Соединённых Штатах Америки 5 января. В этот день, многие экологические организации и движения Америки пытаются привлечь внимание властей и граждан страны к проблемам сохранения исчезающих видов птиц, и создания для всех птиц приемлемых условий обитания рядом с человеком. Помимо этого, энтузиасты-орнитологи проводят и образовательную работу, пытаясь объяснить тем, кто собирается завести домашних птиц, что их содержание связано с рядом сложностей, к которым нужно быть готовым

## «Международный день птиц» — 1 апреля
«Международный день птиц» — праздник, который отмечается ежегодно, 1 апреля, начиная с 1927 года. Несмотря на название, за пределами Российской Федерации практически не известен.

## «День птиц» — 4 мая
История этого праздника начинается в 1894 году в Соединённых штатах Америки, в штате Пенсильвания. Инициатор и организатор торжества — инспектор школ небольшого американского города Ойл-Сити (Oil City, Pennsylvania) Чарльз Бэбкок (Charles Almanzo Babcock). Он решил устроить детский праздник, назвал его «День птиц» (англ. Bird Day) и совместил приятное с полезным (обучением детей и строительством домиков для пернатых и кормушек для птиц). Идея Чарльза в начале двадцатого века распространилась по всей стране, а затем и в Старом Свете.
«Bird Day» и по сей день празднуется в США.

## «Международный день перелетных птиц» — вторая суббота мая
«Международный день перелетных птиц» (англ. International Migratory Bird Day) — интернациональный экологический праздник, который отмечается в ряде стран мира (наиболее широко в Канаде и США), ежегодно, во вторую суббота мая месяца. Эта дата появилась в календаре в 1993 году по инициативе учёных-орнитологов из лаборатории орнитологии Корнелла (Соединённые Штаты Америки). В 1918 году был подписан «Международный договор о перелётных птицах», однако всех проблем связанных с миграцией птиц он не решил.
По замыслу организаторов праздника, «Международный день перелетных птиц» должен обратить внимание мировой общественности на одну из глобальных экологических проблем — необходимость обеспечения свободного и безопасного пути перелётным птицам между их летними и зимними домами.

### Другие дни перелетных птиц
- В большинстве стран Латинской Америки отмечается во вторую субботу октября, в Колумбии отмечается в другой день октябре, в Коста-Рике в апреле.

## «Национальный день птиц в Великобритании» — 22 января
«Национальный день птиц» — экологический праздник, который традиционно отмечается в Соединённом Королевстве каждый год, 22 января. Наиболее широкие торжества проходят в Шотландии.

## В России
П. П. Смолин был одним из инициаторов праздника — «День птиц». В 1924 году юннаты Биостанции, где он преподавал, развесили десяток дуплянок в Лосино-Островском лесничестве. Через год День птиц был проведён официально на Воробьёвых горах.
Лозунгом праздника было воззвание: «Не убивайте птиц! Помогайте им: ставьте домики и кормушки!».